# Enaria marginata
Enaria marginata är en skalbaggsart som beskrevs av Waterhouse 1882. Enaria marginata ingår i släktet Enaria och familjen Melolonthidae. Inga underarter finns listade i Catalogue of Life.